# Panzerkampfwagen III
Pour les articles homonymes, voir Panzerkampfwagen.
Le Sd.Kfz. 141 Panzerkampfwagen III (Pz.Kpfw. III), ou Panzer III est un char d'assaut allemand, conçu à la fin des années 1930 et utilisé intensivement pendant la première phase de la Seconde Guerre mondiale. Il fut mis au point pour opérer avec les Panzer IV. Son rôle était d'engager les blindés ennemis, d'abord avec un canon antichar 3,7-cm KwK 36 L/45, puis à partir d'octobre 1940 avec un canon court de 50 mm (5-cm KwK 38 L/42), auquel succédera un canon long du même calibre (5-cm Kwk 39 L/60) en juin 1942, ultime tentative pour maintenir au niveau un blindé rendu obsolète par l'apparition du T-34 soviétique. Le Panzer IV, qui lui était contemporain, était censé fournir des tirs d'appui aux troupes d'infanterie avec son canon de 75 mm court (7,5-cm KwK 37 L/24), cependant, avec l'apparition de chars alliés de mieux en mieux protégés, il s'avéra le seul capable d'embarquer un canon capable de les détruire, à savoir un canon de 75 mm long (7,5-cm KwK 40 L/43) à partir de mars 1942. Il supplanta donc le Panzer III comme char principal de la Wehrmacht avant l'apparition du Panther.
La pénurie chronique de chars allemands qui avait déjà conduit à utiliser les chars tchèques renommés Panzer 35(t) et Panzer 38(t) dès 1939, a empêché les Allemands de retirer le Panzer III de la première ligne en 1943 et bien que totalement dépassé dès le début 1942, on le trouve engagé en masse sur le front de l'est : 83 % des 5 774 Panzer III utilisés pendant la guerre y furent perdus, dont 1 500 à la bataille de Stalingrad (juillet 1942 - février 1943) et même lors de la bataille de Koursk en juillet 1943.

## Histoire

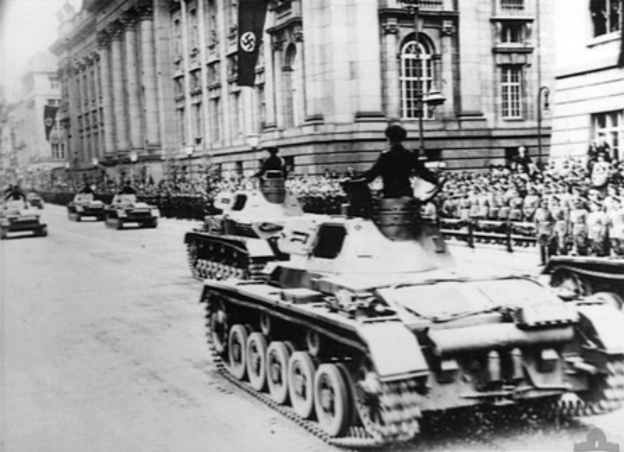
Panzer III Ausf A à Berlin en 1938

Suivant les spécifications de Heinz Guderian, inspecteur des troupes mécanisées, la direction de l'armement de la Wehrmacht, le Heereswaffenamt, demanda l'étude d'un char VK 619, destiné à devenir l'ossature des panzerdivisions en cours de création, on utilisa le terme Zugführerwagen ou ZW (véhicule de chef de section) pour camoufler le but de l'étude. Le char devait être capable d'atteindre la vitesse de 35 km/h sur route, et sa masse devait rester inférieure à 15 tonnes pour pouvoir emprunter les ponts posés par le génie. Quatre sociétés répondirent au programme, en produisant des prototypes : Daimler-Benz, Krupp Ag, MAN, et Rheinmetall-Borsig. Finalement, après des essais intensifs en 1936 et 1937, c'est le modèle de Daimler-Benz qui fut choisi, et la première série de dix Panzer IIIA sortit des chaînes en mai 1937. Cependant, la production de masse ne fut lancée qu'à partir de la variante F, en 1939. 

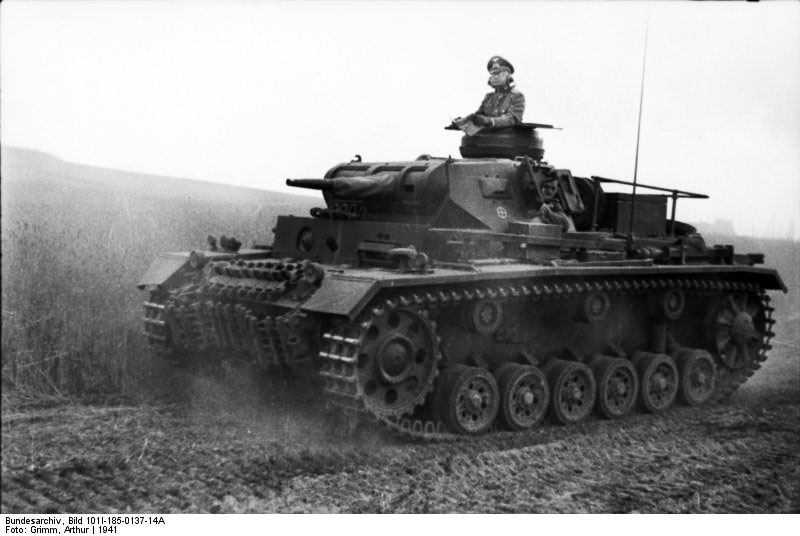
Panzer III Ausf F dans les Balkans en 1941

Le char était fabriqué en quatre sous-ensembles : châssis, superstructure avant, superstructure arrière et tourelle, qui étaient assemblés par boulonnage à la fin de la construction. Le char comportait trois compartiments distincts. À l'avant, prenait place le conducteur à gauche et l'opérateur radio à droite, qui servait aussi une mitrailleuse MG-34 sur rotule. Derrière, venait le compartiment de combat où le chef de char, sur un siège surélevé, était encadré par le tireur et le pourvoyeur. Enfin, derrière la tourelle venait le compartiment moteur qui entraînait la transmission passant à travers l'habitacle pour entraîner les barbotins, situés à l'avant.
S'il peut sembler inférieur à de nombreux chars contemporains sur le papier en termes de blindage et de puissance de feu, le Panzer III introduisait des caractéristiques le rendant particulièrement efficace sur le champ de bataille. La répartition de son équipage avait été bien pensée par l'emploi d'une tourelle triplace permettant au chef de véhicule ainsi débarrassé de toute autre tâche de se concentrer sur la surveillance des alentours et les ordres à donner. Cette répartition des rôles devint par la suite standard sur tous les chars. Autre avantage, l'emploi d'un interphone généralisé à tout l'équipage, permettant une bonne coordination et la répartition de la surveillance par secteur aux différents membres de l'équipage. L'emploi généralisé de la communication par radio entre les véhicules s'avéra lui aussi de plus en plus déterminant, car il permettait, même si les panzers étaient dominés individuellement, de réaliser des attaques coordonnées pour venir à bout des adversaires les plus coriaces.

## Protection
Les premiers Panzer III avaient été construits avec un blindage très léger de 15 mm d'acier homogène sur tous ses côtés. Le véhicule devant être employé en pointe du combat, il devait être protégé aussi bien contre des tirs venant de l'avant que des côtés ou de l'arrière. Seul le toit de la tourelle et la caisse blindés à 10 mm, et le châssis à 5 mm, avaient été jugés moins importants. Ces 15 mm furent rapidement jugés insuffisants au regard des armes antichars alors en service et, dès le Panzer IIID, on porta l'épaisseur à 30 mm. Ce blindage peu incliné se révéla par la suite lui-même trop faible et le Panzer IIIH fut protégé par deux plaques supplémentaires de 30 mm boulonnées à l'avant et à l'arrière. Sur le J, ce blindage additionnel fut intégré sous la forme d'une plaque homogène de 50 mm, plus résistante encore, et de nouvelles appliques de 20 mm boulonnées sur l'avant apparurent sur les modèles L, M et N.

## Armement
L'armement principal fut l'objet d'un désaccord entre Guderian et la direction de l'armement, cette dernière préférant adopter un canon d'un calibre de 37 millimètres KwK36 L/45, en lieu et place de celui de 50 prévu initialement, car elle souhaitait uniformiser le calibre et donc les munitions avec le canon antichar en service dans l'infanterie, le Pak 36. Cette volonté de standardisation aurait pu se révéler fatale à l'avenir du blindé, mais le constructeur avait néanmoins prévu une tourelle assez spacieuse, permettant le montage d'une arme de 50 mm, ce qui s'avéra nécessaire très tôt dans la guerre.
À partir de la variante G, le KwK36 céda la place au 50 mm KwK38 L/42, la seconde mitrailleuse coaxiale disparut alors pour dégager l'espace nécessaire au montage. Sur le J, on monta le KwK39 L/60, d'une longueur supérieure, 60 calibres au lieu de 42, donnant à l'obus une pénétration encore meilleure des blindages adverses. Cependant, la qualité de ceux-ci s'améliorant encore, il devint impossible au Panzer III de continuer la course à la puissance de feu en embarquant un canon long de calibre supérieur. La dernière variante du char le Panzer IIIN, fut donc conçue pour l'appui-feu avec un canon court de 75 mm, le KwK37 L/24, qui équipait auparavant les premières versions du Panzer IV, ce dernier reprenant à son compte la mission de lutter contre les chars ennemis avec des canons de 75 mm longs.

## Mobilité

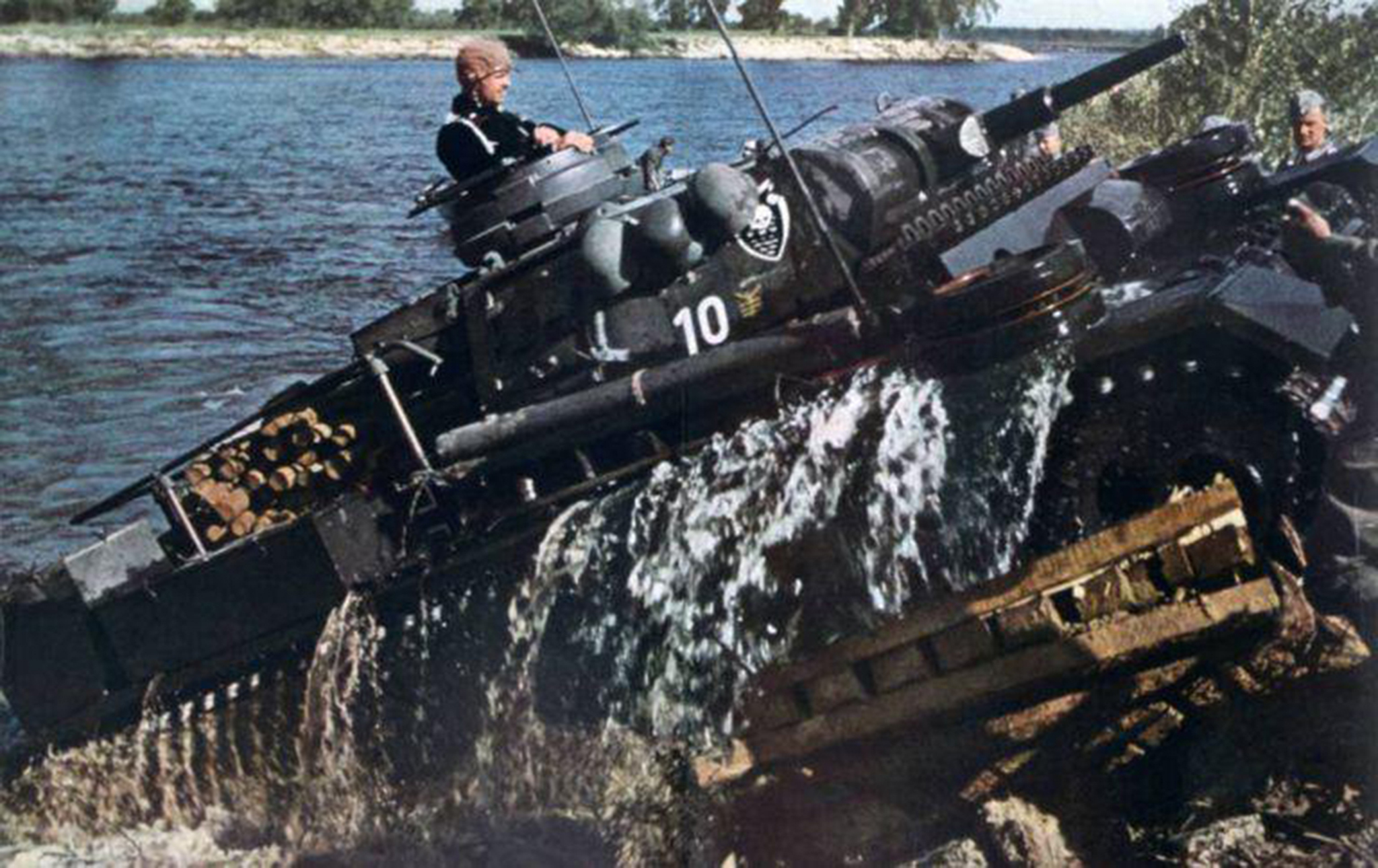
Ce cliché de l'un des panzers III de la 18e Panzerdivision franchissant, à l'aide du Schnorchel, la rivière du Boug occidental fut exploité dans les revues d'actualité allemandes. Le franchissement de la ligne de démarcation germano-soviétique qui séparait le Reich de l'URSS depuis l'invasion de la Pologne et son équivalente soviétique était éminemment symbolique pour l'opération Barbarossa ; la propagande se targua d'une première dans l'utilisation des véhicules amphibies.

Jusqu'au modèle C, le Panzer III fut propulsé par un moteur Maybach HL 108 TR, de 12 cylindres en V développant 230 chevaux, donnant une vitesse de 32 km/h sur route et un rayon d'action de 150 kilomètres. Le modèle D introduisit le nouveau moteur Maybach HL 120 TR, de 320 chevaux. Par la suite, tous les autres modèles furent équipés du Maybach HL 120 TRM, plus fiable avec 300 chevaux. Les performances variaient d'une version à l'autre en fonction de la masse totale du véhicule et de sa transmission, mais la vitesse de pointe était généralement aux alentours de 40 km/h sur route, mais 20 km/h en tout terrain, et l'autonomie de 150 kilomètres.
Comme tous les chars allemands de la Seconde Guerre mondiale, le Panzer III, utilisait l'essence comme carburant, car celle-ci permettait de réaliser des moteurs, et donc des chars, compacts. Mais, surtout, contrairement au gazole, l'essence pouvait être réalisée de façon artificielle par synthèse, ce qui, vu les approvisionnements de l'Allemagne en pétrole naturel, était vital, ce dernier étant réservé à l'aviation (Luftwaffe).
La suspension des premières versions du Panzer III évolua constamment, elle ne finit par se stabiliser que sur le modèle qui peut être considéré, réellement, comme le premier exemplaire de série. Les autres trains de roulements ne donnèrent absolument pas satisfaction, et les véhicules furent assez rapidement retirés du service, car sujets à de nombreux problèmes de chenille.
De même la transmission fut aussi un souci constant jusqu'au modèle E, dont la boîte, bien que complexe, permit enfin une conduite souple de l'engin. Par la suite, l'introduction de la boîte de vitesses SSG 77, à six rapports, sur le PzIIIH permit de simplifier la production, tout en gardant une grande qualité de conduite.

## Variantes
- Panzer III Ausf A ou 1/ZW version de pré-production, 5 exemplaires en mai 1937 puis 10 autres (numéros de châssis de 60101 à 60110) au cours de l'année. suspension à cinq roues de route et deux galets de retour.
- Panzer III Ausf B ou 2/ZW version de pré-production, 15 exemplaires (numéros de châssis de 60201 à 60215) en 1937, nouvelle suspension avec quatre bogies doubles et trois galets de retour, adaptation de la coupole de commandement du Panzer IV, amélioration de la vision du pilote et du système d'échappement.
- Panzer III Ausf C ou 3a/ZW version de pré-production, 15 exemplaires (numéros de châssis de 60301 à 60315) de juin 1937 à janvier 1938, suspension encore modifiée par le montage de ressort supplémentaires, direction améliorée.
- Panzer III Ausf D ou 3b/ZW version de pré-production, 30 exemplaires entre janvier et juin 1938 (numéros de châssis de 60221 à 60225 et de 60316 à 60340), blindage porté à 30 mm, suspension avec ressorts inclinés, nouvelle boîte de vitesses à six rapports avant et un arrière.
- Panzer III Ausf E ou 4/ZWversion produite entre décembre 1938 et octobre 1939, 96 exemplaires, deux fentes de vision pour le pilote et portes latérales de la tourelle à deux battants avec fentes de vision et de tir pour pistolet, suspension par barre de torsion définitive avec six roues de route et trois galets de retour, moteur TR-120M de 300 chevaux, nouvelle boîte de vitesses à dix rapports avant et un arrière.
- Panzer III Ausf F ou 5/ZW version produite à partir de janvier 1939, 435 exemplaires, armée par le canon KwK36 L/45 de 37 mm, ils furent par la suite, pour certains, réarmés avec des canons de 50 mm. Amélioration de la protection de l'admission d'air, des freins et l'ajout de feux supplémentaires.
- Panzer III Ausf G ou 6/ZW version produite entre avril 1940 et février 1941, 600 exemplaires. Une commande de 1250 fut placée en janvier 1939, mais fut ramenée à 800 en mai, lorsque le PzKpfw 38 devint disponible. À part les cent premiers exemplaires ils furent tous armés en usine, avec le canon 5-cm KwK 38 L/42 de 50 mm. Ils se distinguent entre autres par le montage d'un casier de stockage à l'arrière de la tourelle et d'un ventilateur d'extraction des fumées sur le toit de la tourelle.
- Panzer III Ausf G(Tp)' modèle G équipé de filtre à air Fiefel monté à l'extérieur du compartiment moteur, et d'autre équipement pour le service dans le désert.
- Panzer III Ausf H ou 7/ZW version produite entre octobre 1940 et avril 1941, 308 exemplaires, blindage renforcé par le boulonnage de plaques de 20 mm sur l'avant et l'arrière, nouvelle boîte de vitesses du panzer IV, plus simple ZF SSG 77 Aphon à six rapports avant et un arrière, chenille élargie de 38 à 40 cm et nouveaux barbotins et roues tendeuses.
- Panzer III Ausf J version produite en 1941, 482 exemplaires, blindage avant et arrière en une seule plaque de 50 mm.
- Panzer III Ausf J/1 version produite de 1941 à la mi-1942, 1 067 exemplaires, canon KwK39 L/60 de 50 mm.
- Panzer III Ausf L version produite en 1942, 653 exemplaires, blindage avant renforcé par le boulonnage de plaques de 20 mm.
- Panzer III Ausf M version produite en 1942 et 1943, 250 exemplaires, modifications mineures.
- Sd.Kfz.141/2 Panzer III Ausf N version produite aussi en 1942 et 1943, utilisé pour l'appui-feu et armés d'un 7,5-cm KwK 37 L/24, 700 réalisés à partir de versions J (3) , L et M.

Certains modèles furent équipés du revêtement Zimmerit contre les mines magnétiques.

## Données techniques
| Données techniques sur les différentes versions du Panzer III |                                                 |                                                  |                       |              |                                           |                    |
|                                                               | Ausf. A–C                                       | Ausf. E                                          | Ausf. F, G            | Ausf. H      | Ausf. J, L, M                             | Ausf. N            |
| 0Caractéristiques générales                                   |                                                 |                                                  |                       |              |                                           |                    |
| Années de production                                          | A:1937, B:1937 et C:1938                        | 1938-39                                          | F: 1939, G: 1940-1941 | H: 1940-1941 | J: 1941, J/1: 1941-42, L:1942, M: 1942-43 | N: 1942-43         |
| 0Dimensions générales                                         |                                                 |                                                  |                       |              |                                           |                    |
| Poids                                                         | 15 t                                            | 19,5 t                                           | 20,3 t                | 21,6 t       | 22,3 t                                    | 23 t               |
| Longueur                                                      | 5,69 m                                          | 5,41 m                                           | 5,41 m                | 5,52 m       | 6,41 m                                    | 5,52 m             |
| Largeur                                                       | 2,81 m                                          | 2,91 m                                           | 2,92 m                | 2,95 m       | =                                         | =                  |
| Hauteur                                                       | 2,54 m                                          | 2,44 m                                           | 2,44 m                | 2,50 m       | 2,51 m                                    | 2,51 m             |
| 0Armement                                                     |                                                 |                                                  |                       |              |                                           |                    |
| Armement principal                                            | 3,7-cm-KwK                                      | =                                                | 5-cm Kwk 38 L/42      | =            | 5-cm-KwK 39                               | 7,5-cm KwK 37 L/24 |
| Armement secondaire                                           | 3 × MG 34                                       | 2 × MG 34                                        | =                     | =            | =                                         | =                  |
| Munitions                                                     | KwK: 150 MG: 4 500                              | KwK: 120 MG: 3 600                               | KwK: 99 MG: 2 000     | =            | KwK: 78 (J=84) MG: 2 000                  | KwK: 64 MG: 3 450  |
| Longueur du calibre                                           | 45                                              | =                                                | 42                    | =            | 60                                        | 24                 |
| Longueur du tube                                              | 1 717 mm                                        | =                                                | 2 100 mm              | =            | 3 000 mm                                  | 1 766 mm           |
| Portée                                                        | 1 000 m                                         | =                                                | 1 200 m               | =            | 1 300 m                                   | 650 m              |
| Poids du canon                                                | 195 kg                                          | =                                                | 223 kg                | =            | 255 kg                                    | 490 kg             |
| Durée de vie du tube                                          | 4 000 coups                                     | =                                                | ?                     | ?            | 8 000 coups                               | 13 000 coups       |
| Prix du canon                                                 | 4 800 RM                                        | =                                                | ?                     | ?            | 5 600 RM                                  | 8 000 RM           |
| Blindage                                                      |                                                 |                                                  |                       |              |                                           |                    |
| Caisse : frontal                                              | 15 mm / 70–80°                                  | 30 mm / 70–80°                                   | =                     | 30 + 30 mm   | 50 mm / 70–80° (L / M: 50+20 mm)          | 50 + 20 mm         |
| Caisse : latéral                                              | 15 mm / 90°                                     | 30 mm / 90°                                      | =                     | =            | =                                         | =                  |
| Caisse : arrière                                              | 15 mm / 80°                                     | 30 mm / 80°                                      | =                     | 30 + 30 mm   | 50 mm / 80°                               | =                  |
| Caisse : dessus                                               | 18 mm                                           | =                                                | =                     | =            | =                                         | =                  |
| caisse : plancher                                             | 15 mm                                           | 30 mm                                            | =                     | =            | =                                         | =                  |
| Tourelle : frontal                                            | 15 mm / 75°                                     | 30 mm / 75°                                      | =                     | =            | 30 mm / 75° (L / M: 57+20 mm)             | 57 + 20 mm         |
| Tourelle : latérale                                           | 15 mm / 65°                                     | 30 mm / 65°                                      | =                     | =            | =                                         | =                  |
| Tourelle : arrière                                            | 15 mm / 78°                                     | 30 mm / 78°                                      | =                     | =            | =                                         | =                  |
| Tourelle : haut                                               | 10 mm                                           | =                                                | =                     | 30 mm        | 10 mm                                     | =                  |
| Mobilité                                                      |                                                 |                                                  |                       |              |                                           |                    |
| Moteur (Maybach)                                              | HL 108 TR V12 Moteur Otto refroidissement à eau | HL 120 TRM V12 Moteur Otto refroidissement à eau | =                     | =            | =                                         | =                  |
| Performances                                                  | 250 ch (184 kW) à 2 600 tr/min                  | 300 ch (220 kW) à 3 000 tr/min                   | =                     | =            | =                                         | =                  |
| Cylindrés                                                     | 10,84 L                                         | 11,87 L                                          | =                     | =            | =                                         |                    |
| Transmission (V / R)                                          | 5 / 1                                           | 10 / 1                                           | 6 / 1                 | =            | =                                         | =                  |
| Rapport poids / puissance                                     | 15,3 ch/h                                       | 15,4 ch/h                                        | 14,8 ch/h             | 13,9 ch/h    | 13,5 ch/h                                 | =                  |
| Vitesse maximale                                              | 32 km/h                                         | 40 km/h                                          | =                     | =            | =                                         | =                  |
| Réservoir de carburant                                        | 300 l                                           | 320 l                                            | =                     | =            | =                                         | =                  |
| Autonomie                                                     | 150 km (Route) 100 (Tout terrains)              | 170 km (Route) 100 (Tout terrains)               | =                     | =            | =                                         | =                  |
| Largeur des chenilles                                         | 36 cm                                           | =                                                | =                     | 40 cm        | =                                         | =                  |

Légende du tableau
1. ↑  Certains Ausf F ont reçu des canons de 5 cm
2. ↑  Les premiers 1 540 exemplaires du "Ausf J" disposaient encore du canon court 5-cm KwK 38
3. ↑  Les premiers Ausf J avaient encore un canon Pak 38
4. ↑  Le blindage de l'orifice ("der blende", problème de traduction ?) était de 50 mm
5. ↑  HochPerformancessMoteur mit Trockensumpfschmierung
6. ↑  wie vor, aber mit Magnetzündung

Proposition : pour le 4 un blindage additionnel de 50 mm, extérieur a la tourelle, protège les trappes d’accès.

## Véhicules dérivés

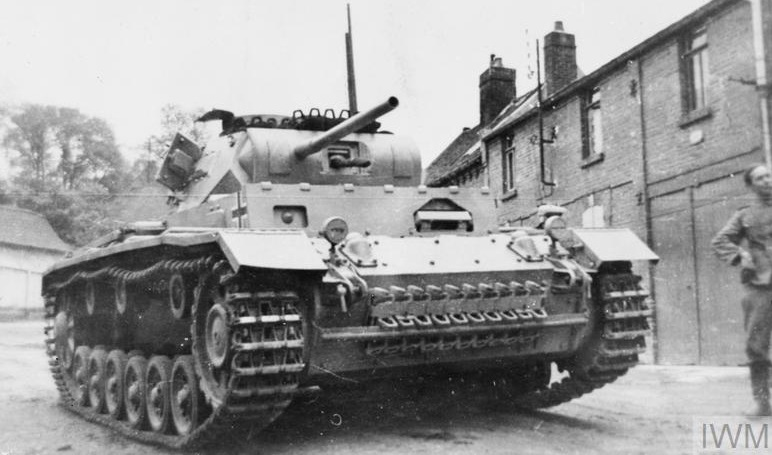
Panzerbeobachtungswagen III

- Panzerbeobachtungswagen IIITauchpanzer III quelques Panzer III, furent convertis pour le franchissement de rivières en prévision de l'opération Seelöwe.
- Panzerbefehlswagen III véhicule de commandement avec canon factice et des radios à longue portée.
- Artillerie-Panzerbeobachtungswagen III véhicule d'observation pour l'artillerie, 262 produits, armé d'une mitrailleuse en tourelle, et d'un "canon" factice.
- Flammpanzer III Ausf M/Panzer III (F1) 100 Panzer IIIM convertis en char lance-flammes.
- Bergepanzer III véhicule de dépannage.
- Sturmgeschütz III  canon d'assaut automoteur.
- SU-76i canon d'assaut automoteur soviétique réalisé à partir des Panzer III et des StuG III qu'ils avaient capturés, 1 200 exemplaires furent réalisés avec un canon ZIS-5 de 76,2 mm dans une superstructure blindée.